# The Frozen Tears of Angels
The Frozen Tears of Angels è il settimo album in studio del gruppo musicale italiano Rhapsody of Fire, che è stato pubblicato il 30 aprile 2010 tramite Nuclear Blast. Appartiene, come i precedenti due album, alla Dark Secret Saga.

## Tracce
1. Dark Frozen World – 2:12
2. Sea Of Fate – 4:49
3. Crystal Moonlight – 4:25
4. Reign Of Terror – 6:52
5. Danza Di Fuoco E Ghiaccio – 6:26
6. Raging Starfire – 4:56
7. Lost In Cold Dreams – 5:14
8. On The Way To Ainor – 6:59
9. The Frozen Tears Of Angels – 11:17
10. Labyrinth Of Madness (Digipack Bonus Track) – 4:00
11. Sea Of Fate (Digipack Bonus Track; Orchestral Version) – 3:53
12. Immortal New Reign (Japanese Bonus Track) – 5:29

## Formazione
- Fabio Lione - voce
- Luca Turilli - chitarra
- Alessandro Staropoli - tastiere
- Patrice Guers - basso
- Alex Holzwarth - batteria
- Christopher Lee - voce narrante